# Яман, Волкан
Волка́н Яма́н (нем. и тур. Volkan Yaman; 27 августа 1982) — турецкий и немецкий футболист, защитник. Завершил карьеру в 2016 году.

## Биография
Яман начинал заниматься футболом в молодёжной команде клуба «Мюнхен 1860», а также в клубе «Фрайманн». Профессиональную карьеру он начал в Турции в составе «Антальяспора». В 2007 году Яман перешёл в стамбульский «Галатасарай», с которым в 2008 году стал чемпионом Турции. В сезоне 2009 года он перешёл в «Эскишехирспор», а в 2012 подписал контракт с клубом «Касымпаша».

## Достижении
- Чемпион Турции — 2007/08